# 印度尼西亞大酒店圓環站
印度尼西亞大酒店圓環站是印度尼西亞雅加達地鐵南北線的一座地下車站，位於中雅加達行政市铭登镇M·H·譚林路下方，以南是印度尼西亞大酒店圓環。該站在2019年3月24日雅加達地鐵南北線一期線路通車時開放載客，設有5個出入口和1個島式月台。

## 歷史
南北線一期線路（布陸斯谷站－印度尼西亞大酒店圓環站）於2013年10月10日動工，至2019年3月24日開放載客，印度尼西亞大酒店圓環站因而啟用，成為南北線的終點站。

## 车站结构
印度尼西亞大酒店圓環站屬於地下車站。
| 地面     | 出入口                     | 出入口                                 | 出入口 |
| 地下一樓 | 公眾區、商業區             | 公眾區、商業區                         |        |
| 地下二樓 | 南                         | 南北線列車往布陸斯谷方向（杜古阿塔斯） |        |
| 地下二樓 | 島式月台，左邊車門將會打開 |                                        |        |
| 地下二樓 |                            | 南北線終點月台                         | 北     |